# Laconia
Laconia (en griego: Λακωνία) es una unidad regional de Grecia situada en el sureste de la península del Peloponeso. Según el censo de 2021, tiene una población de 84 337 habitantes.

## Nombre
Sus habitantes se llaman laconios. Su nombre más antiguo fue Lacedemonia. El nombre se atribuye al héroe mítico Lacón o Lacedemón, pero algunos autores sostienen que la raíz lac deriva del griego λάκκος (lago o laguna) y le fue dado originalmente a la región central por estar profundamente hundida entre montañas.

## Configuración del territorio
La región está delimitada por el mar y por una serie de cordilleras. Al norte se hallan las montañas de Arcadia; al oeste, el monte Taigeto, que se entiende hacia el sur y separa Laconia de Mesenia; y al este se halla el monte Parnón, junto a la costa del Egeo, antiguamente muy boscoso. El Taigeto se extiende hasta el cabo Matapán o Ténaro, famoso por sus tormentas y difícil de doblar. Al este la costa acaba en el cabo Malea. El Parnón deja escaso terreno cultivable entre sus faldas y la costa del Egeo que limita la región por oriente. La región es fundamentalmente montañosa, debido a las distintas sierras que la recorren de norte a sur.
El río Eurotas (con su tributario el Oenos o Oenus, probablemente el mismo río que el Cnacion, Κνακίων) riega la región, formada principalmente por su valle y las sierras que la delimitan. Otros ríos de la región son el Tiasa (Τίασα, moderno Pandeleímona), el Felia (Φέλλια), el Esmeno (Smenos), y el Escyras. El río Eurotas se cruzaba por un antiguo puente llamado el Jerocampo. La llanura del Eurotas se divide en dos zonas: la septentrional y la meridional, que incluye su desembocadura. Ambas están divididas por una sierra de escasa altura fácil de franquear que une el Taigeto con el Parnón. La llanura fluvial que compone el centro de Laconia tiene unos treinta kilómetros de largo y unos once de ancho y, aunque fértil, era cenagosa en la Antigüedad.
La capital de Laconia, Esparta, tenía como puerto la ciudad de Gitión, en cuya ensenada se encuentra la isla mitológica en la que París sedujo a Helena para llevarla a Troya.

## Ciudades principales de Laconia
Las principales ciudades eran Esparta, Amiclas y Faris, todas próximas unas de otras y cercanas al río Eurotas. Amiclas fue la principal ciudad antes de la invasión dórica y estaba a unos 4 km de Esparta; al sur, a pocos kilómetros, estaba Faris, que también fue una ciudad de los aqueos y ya existía antes de los dorios. Otra ciudad era Terapne, dependiente de Esparta.

## Historia

Las regiones del Peloponeso en la Antigüedad. Laconia aparece en el extremo suroriental de la península.

### Tiempos legendarios
La leyenda hace a los léleges los primitivos habitantes del Peloponeso. Su rey Lelex fue sucedido por su hijo Milas, y este por su hijo Eurotas, que dio nombre al río. No dejó descendencia masculina y le sucedió Lacedemón o Lacón, hijo de Zeus y de Taÿgeta, que se casó con Esparta, hija del último rey, que dio su nombre al pueblo y el de su mujer a la ciudad que fundó. Su hijo Amiclas, fundó la ciudad homónima. Después de eso, Lacedemonia fue regida por príncipes aqueos. Esparta fue la residencia de Menelao, hermano de Agamenón. A Menelao le sucedió Orestes, que se casó con la hija de Menelao, Hermíone; a Orestes le sucedió su hijo Tisámeno, que reinaba cuando llegaron los dorios bajo la dirección de los Heráclidas (descendientes de Heracles). Lacedemonia fue adjudicada en la repartición a Eurístenes y Procles, hijos de Aristodemo.
La leyenda hace a los dorios amos inmediatos de todo el Peloponeso, pero en realidad primero ocuparon Laconia y finalmente la llanura de Esparta. Los dorios dividieron los territorios en seis distritos: Esparta, reservada para ellos; Amiclas a unos 4 km de Esparta, que quedó para los aqueos (y por ellos fue llamada Filonomos) y Las, Faris, Egis y una sexta ciudad, cuyo nombre no se ha conservado, que estarían gobernadas por virreyes y podrían recibir nuevos ciudadanos.
Amiclas fue conquistada poco antes de la primera guerra mesenia por el rey espartano Teleclos que también conquistó Faris y Gerontra, también ciudades de los aqueos; su hijo Alcámenes, conquistó la ciudad de Helos, en la costa, cerca de la desembocadura del Eurotas. Aún había otras ciudades aqueas que fueron sometidas por esta época, pero de las que no se ha conservado la noticia.
A mitad del siglo VIII a. C., los dorios de Esparta ya dominaban toda Laconia central; la parte oriental era dominio de Argos que poseían hasta el Cabo Malea y la isla Citera; esta parte fue conquistada por los espartanos en una época no conocida, pero seguramente entre la mitad del siglo VIII a. C. y la primera guerra mesenia (743 a. C. a 724 a. C.)

### Guerras mesenias, Cinuria, Arcadia
La expansión subsiguiente fue hacia la parte oriental, hacia Mesenia, donde los dorios que allí gobernaban poseían tierras fértiles. A la primera guerra siguió la segunda (685 a. C. a 668 a. C.) con la que toda Mesenia fue conquistada y los habitantes fueron convertidos en hilotas. El dominio de Laconia sobre Mesenia perduró durante unos trescientos años, hasta la batalla de Leuctra (371 a. C.)
Las partes altas de los valles del Eurotas y Oeno, y los distritos de Esciritis, Beleminatis, Maleatis, y Cariatis, que pertenecían a los arcadios, fueron conquistados por los espartanos y anexionados antes del 600 a. C. Cuando intentaron pasar las montañas del norte y someter Tegea se encontraron con una fuerte resistencia y los tegeatas se declararon tributarios de Esparta, la expansión ya se había casi acabado y los espartanos se retiraron con sólo esta declaración que era nominal.
En 547 a. C. los espartanos se apoderaron del distrito oriental de Cinuria. En este distrito estaba la ciudad de Antene. En la frontera de Mesenia con Elis los espartanos aparecen dominando Aulón.
Los espartanos se dividieron en clases: los espartanos propios (homoioi), los periecos (perioeci) y los hilotas. Los primeros (espartiatas) eran la clase dirigente; los segundos eran hombres libres que no participaban en el gobierno; y los terceros eran esclavos sin derechos. Licurgo dividió el territorio de Laconia entre 9000 espartanos y 30 000 periecos.

### Hegemonía tebana y decadencia espartana
Las fronteras de Lacedemonia permanecieron inalterades durante siglos hasta que en 371 a. C. derrotados por Epaminondas de Tebas, se restableció la independencia de Mesenia y se fundó la ciudad de Megalópolis en Arcadia.
Unos años después el rey Filipo II de Macedonia transfirió algunos distritos a Argos, Arcadia y Mesenia, y en concreto a esta última los distritos al norte del río Pefnos, que no se sabe si los mesenios pudieron conservar por mucho tiempo.
Cuando se estableció la Liga Aquea, la influencia de Esparta casi desapareció; el rey Cleómenes III derrotó a los aqueos en diversas batallas, pero los aqueos pidieron ayuda a Antígono III de Macedonia, que derrotó a los espartanos en la batalla de Selasia (221 a. C.) y Esparta no tardó en caer en manos de tiranos; el último de los cuales, Nabis, fue obligado por Tito Quincio Flaminino a entregar Gitión y otras ciudades de la costa que habían ayudado a los romanos y que fueron separadas de Laconia y puestas bajo protección de la Liga Aquea (195 a. C.), con lo que los espartanos quedaron confinados al valle donde sus antepasados se habían establecido y rodeado de enemigos.

### Dominación romana y separación de Eleutero-Laconia
En 188 a. C. Esparta fue ocupada por el estratego de la Liga Aquea, Filopemen, e incorporada a esta Liga; Roma, irritada por el incremento de poder de la Liga, dio apoyo al partido nacionalista espartano, pero poco después Grecia fue conquistada por los romanos y Esparta incorporada como el resto de estados griegos.
No se conoce si las ciudades aliadas de Roma en la costa oriental de Laconia fueron devueltas a la administración de Esparta, pero lo más probable es que formasen una entidad nueva: Eleutero-Laconia), el país de los laconios o lacedemonios libres.
Augusto favoreció a los espartanos y dio a Esparta la ciudad mesenia de Cardamyle y después la de Farae y la isla de Citera.
A finales del siglo IV el país fue devastado por los godos bajo la dirección de Alarico (395) que ocupó Esparta, pero en 396 fue expulsado por Estilicón.
A partir del siglo VI se establecieron en la región grupos de eslavos que en el siglo VII dominaban prácticamente Laconia, que jurídicamente permanecía en manos del Imperio bizantino. No fue hasta el siglo VIII que la emperatriz Irene (797-802) consiguió recuperar de hecho las llanuras y los que no quisieron someterse tuvieron que refugiarse en las montañas.
Los francos se hicieron señores del Peloponeso en el siglo XIII y en el lugar de la antigua Esparta aún encontraron una ciudad llamada Lacedaimonia que desapareció después del 1248, en que Guillermo de Villehardouin construyó una fortaleza en los puntos rocosos de las montañas Taigeto, a unos 5 km de la antigua ciudad, donde establecieron su residencia y que se llamó Mistra o Misitra, la cual podría haber sido construida en el lugar de una antigua ciudad identificada con la homérica Messe. Hasta la mitad del siglo XIX la antigua Esparta, centro de Laconia, fue reconstruida en el lugar donde estaba antiguamente, por orden del gobierno. Una comarca del Peloponeso aún se llama Tzakonia (corrupción de Laconia).

## Municipios
Desde 2011 se divide en 5 municipios:
- Anatolikí Maní
- Elafónisos
- Esparta
- Eurotas
- Monemvasía